# Alexia Nascimento
Alexia Nascimento (2 de septiembre de 2002) es una deportista brasileña que compite en judo. Ganó una medalla de oro en los Juegos Panamericanos de 2023, en la categoría de –48 kg.

## Palmarés internacional
| Juegos Panamericanos | Juegos Panamericanos | Juegos Panamericanos | Juegos Panamericanos |
| Año                  | Lugar                | Medalla              | Categoría            |
| -------------------- | -------------------- | -------------------- | -------------------- |
| 2023                 | Santiago (Chile)     | Medalla de oro       | –48 kg               |